# Comité Ejecutivo de la Organización para la Liberación de Palestina
El Comité Ejecutivo de la Organización para la Liberación de Palestina es la máxima autoridad de la Organización de Liberación de Palestina, que implementa las políticas decididas por el Consejo Nacional Palestino.

## Definición y establecimiento
Artículo 13:
1. Todos los miembros del Comité Ejecutivo son elegidos por el Consejo Nacional Palestino

1. El presidente del Comité Ejecutivo es elegido por el Comité.

1. El comité es elegido por la Asamblea Nacional.

Artículo 14: El Comité Ejecutivo está compuesto por catorce miembros, incluido el presidente de la Junta Directiva del Fondo Nacional Palestino.
Artículo 14: “Enmendado” El Comité Ejecutivo estará integrado por quince a dieciocho miembros, incluido el presidente de la Junta Directiva del Fondo Nacional Palestino.
Si la membresía del Comité Ejecutivo queda vacante entre las sesiones de la Asamblea Nacional por cualquier motivo, los casos vacantes se llenarán de la siguiente manera:
1. Si los casos vacantes son menos de un tercio, su llenado se pospondrá hasta la primera reunión de la Asamblea Nacional.

1. Si los casos vacantes son iguales o superiores a un tercio de los miembros del Comité Ejecutivo, serán llenados por la Asamblea Nacional en sesión extraordinaria convocada en un plazo no mayor de treinta días.

1. En caso de fuerza mayor, que imposibilite la convocatoria de la Asamblea Nacional a una reunión extraordinaria, las vacantes para cualquiera de los dos casos anteriores serán cubiertas por el Comité Ejecutivo, la oficina del Consejo y los que puedan asistir de entre los miembros del Consejo, en consejo conjunto constituido a tal efecto, y la selección de los nuevos miembros se hará por mayoría de votos de los presentes.

Artículo 15: El Comité Ejecutivo es la máxima autoridad ejecutiva de la organización y está en sesión permanente y sus miembros están a tiempo completo para trabajar. Se encarga de la implementación de las políticas, programas y planes decididos por el Consejo Nacional y es responsable ante él, conjunta e individualmente.